# Akiachak
Akiachak est une census-designated place d'Alaska aux États-Unis dans la région de recensement de Bethel dont la population était de 627 habitants en 2010, en grande partie des Yupiks.

## Situation - climat
Elle est située sur la rive ouest de la rivière Kuskokwim, sur le delta du Yukon-Kuskokwim, à 29 km de Bethel. Les températures relevées vont de 6 °C à 17 °C en été et de −19 °C à −7 °C en hiver.

## Histoire
Le lieu a été utilisé par les populations Yupiks pour leur subsistance saisonnière et était appelé Akiakchagamiut en 1890, alors que le village avait 43 habitants. Une poste y a été établie en 1934. Un gouvernement tribal y siège. La vente et la consommation d'alcool y sont interdites.
En dehors de l'économie de subsistance traditionnelle, les habitants y sont employés dans les différents services publics, police, santé, écoles. Un aérodrome y a été installé. Les transports s'y font par bateaux sur la rivière Kuskokwim, et par motoneige l'hiver. Une piste de glace rejoint Bethel à la saison hivernale.

## Démographie
| 1890 | 1900 | 1940 | 1950 | 1960 | 1970 |
| ---- | ---- | ---- | ---- | ---- | ---- |
| 43   | 156  | 165  | 179  | 229  | 312  |

| 1980 | 1990 | 2000 | 2010 | - | - |
| ---- | ---- | ---- | ---- | - | - |
| 438  | 481  | 585  | 627  | - | - |

| Groupe               | Akiachak | Alaska | États-Unis |
| -------------------- | -------- | ------ | ---------- |
| Autochtones d'Alaska | 95,1     | 14,8   | 0,9        |
| Blancs               | 3,5      | 66,7   | 72,4       |
| Métis                | 1,1      | 7,3    | 2,9        |
| Asiatiques           | 0,2      | 5,4    | 4,8        |
| Afro-Américains      | 0,2      | 3,3    | 12,6       |
| Autres               | 0        | 2,7    | 6,4        |
| Total                | 100      | 100    | 100        |
|                      |          |        |            |
| Latino-Américains    | 0,2      | 5,5    | 16,7       |

En 2010, la population native est majoritairement composée de Yupiks, qui représentent 92 % de la population de Akiachak.
Selon l'American Community Survey, pour la période 2011-2015, 84,2 % de la population âgée de plus de 5 ans déclare parler le yupik à la maison, alors que 15,8 %.

## Sources et références
- (en) Cet article est partiellement ou en totalité issu de l’article de Wikipédia en anglais intitulé « Akiachak, Alaska » (voir la liste des auteurs).

1. ↑  « Statistiques des États-Unis - Alaska - Profils des communautés de 2010 » (consulté en novembre 2020)
2. ↑  (en) « Akiachak, AK Population - Census 2010 and 2000 », sur censusviewer.com (consulté le 2 mars 2016).
3. ↑  (en) « Population of Alaska - Census 2010 and 2000 », sur censusviewer.com (consulté le 2 mars 2016).
4. ↑  (en) « Race Reporting for the American Indian and Alaska Native Population by Selected Tribes: 2010 », sur factfinder.census.gov (consulté le 16 octobre 2017).
5. ↑  (en) « Language spoken at home by ability to speak English for the population 5 years and over », sur factfinder.census.gov.